# Віртуозність (фільм)
«Віртуозність» — науково-фантастичний фільм про нову тренувальну програму віртуальної реальності для поліцейських.

## Сюжет
Сід — програма, створена для відпрацювання навичок поліцейських у схопленні злочинців. Її планують закрити, про що дізнається Сід 6.7. Йому вдається вийти в реальний світ. Колишньому поліцейському Паркеру Барнсу надають можливість схопити злодія.
Барнс і Картер намагаються зупинити Сіда в нічному клубі та йому вдається втекти. Наступного дня спроби схопити злочинця також виявляються марними. Сід викрадає доньку Картера Карін. Врешті-решт Паркеру вдається зруйнувати програму та повернути Сіда в віртуальну реальність. Після того, як вдалося врятувати Карін, модуль Сід 6.7 знищують.

## У ролях
| Актор            | Роль              |
| ---------------- | ----------------- |
| Дензел Вашингтон | Паркер Барнс      |
| Рассел Кроу      | Сід 6.7           |
| Келлі Лінч       | Медісон Картер    |
| Стівен Спінелла  | Даррел Лінденмеєр |
| Вільям Форсайт   | Вільям Кокран     |
| Луїза Флетчер    | Елізабет Дін      |
| Вільям Фіхтнер   | Вільям Воллес     |
| Кейлі Куоко      | Карін Картер      |
| Трейсі Лордс     | співачка          |
| Майкл Баффер     | конферансьє       |

## Створення фільму

### Виробництво
Зйомку фільму проходили в Каліфорнії, США.

### Знімальна група
- Кінорежисер — Бретт Леонард
- Сценарист — Ерік Бернт
- Кінопродюсер — Гері Луччесі
- Виконавчий продюсер — Гоук Коук
- Композитор — Крістофер Янг
- Кінооператор — Гейл Таттерсейл
- Кіномонтаж — Роб Кобрін, Б. Дж. Сіерс
- Художник-постановник — Найло Родіс-Жамеро
- Артдиректор — Річард Тойон
- Художники по костюмах — Франсін Джеймісон-Тенчак
- Підбір акторів — Дебора Аквіла[3].

### Саундтреки
| Виконавець                                                                | Назва пісні              | Автори                                                                 |
| ------------------------------------------------------------------------- | ------------------------ | ---------------------------------------------------------------------- |
| Кріс Франц, Тіна Веймут, Джеррі Гаррісон, Т. Мюррей за участю Деббі Гаррі | «No Talking Just Head»   | Кріс Франц, Тіна Веймут, Джеррі Гаррісон, Т. Мюррей                    |
| Black Grape                                                               | «A Big Day in the North» | Шон Райдер, Денні Сейбер                                               |
| The Worldbeaters і Пітер Гебріел                                          | «Party Man»              | Пітер Гебріел, Джордж Аконі, Торі Еймос                                |
| Dig                                                                       | «Hu Hu Hu»               | Скотт Геквіт                                                           |
| Live                                                                      | «White Discussion»       | Чед Тейлор, Едвард Ковальчик, Патрік Далгеймер, Чед Грейсі             |
| The Fatima Mansions                                                       | «The Loyaliser»          | Кеталь Кофлен                                                          |
| Трейсі Лордз                                                              | «Fallen Angel»           | Трейсі Лордз, Бен Воткінс, Йоганн Блей                                 |
| Tricky                                                                    | «Abbaon Fat Tracks»      | Едріан Тоус, Марк Сондерс                                              |
| Вільям Орбіт                                                              | «Into the Paradise»      | Вільям Орбіт, Крістофер Ліч                                            |
| Londonbeat                                                                | «Build It With Love»     | Джиммі Чемберс, Вільям Геншол, Джиммі Гелмс, Алан Гласс, Леті Кронлунд |
| India та Masters at Work                                                  | «I Can't Get No Sleep»   | India, Луї Вега                                                        |
| Juno Reactor                                                              | «Samurai»                | Бен Воткінс, Йоганн Блей                                               |
| Lords of Acid                                                             | «Young Boys»             | Прага Кхан, Jade 4 U, Олівер Адамс, J.K. Magick                        |

## Сприйняття

### Критика
Фільм отримав негативні відгуки. На сайті Rotten Tomatoes оцінка фільму становить 33 % на основі 30 відгуків від критиків (середня оцінка 4,3/10) і 32 % від глядачів із середньою оцінкою 2,8/5 (30 216 голосів). Фільму зарахований «гнилий помідор» від кінокритиків та «розсипаний попкорн» від глядачів, Internet Movie Database — 5,6/10 (24 702 голоси), Metacritic — 39/100 (17 відгуків критиків) і 1,3/10 від глядачів (149 голосів).

### Номінації та нагороди
| Нагороди та номінації фільму «Віртуозність» | Нагороди та номінації фільму «Віртуозність» | Нагороди та номінації фільму «Віртуозність» | Нагороди та номінації фільму «Віртуозність» | Нагороди та номінації фільму «Віртуозність» | Нагороди та номінації фільму «Віртуозність» |
| Рік                                         | Кінофестиваль/кінопремія                    | Категорія/нагорода                          | Номінант                                    | Результат                                   |                                             |
| ------------------------------------------- | ------------------------------------------- | ------------------------------------------- | ------------------------------------------- | ------------------------------------------- | ------------------------------------------- |
| 1995                                        | Кінофестиваль у Сіджасі                     | Найкращий фільм                             | Бретт Леонард                               | Номінація                                   |                                             |